# Stephan I. (Sancerre)
Stephan I. (franz.: Étienne; † Oktober 1190 vor Akkon) war ein Graf von Sancerre aus dem Haus Blois. Er war der dritte Sohn des Grafen Theobald des Großen von Blois-Champagne und von dessen Ehefrau Mathilde von Kärnten.

## Biographie
Stephan erhielt nach dem Tod seines Vaters 1151 und der Teilung dessen Erbes Sancerre und Umland mit dem Titel eines Grafen. Um weiterhin die politische Einheit des Hauses Blois zu gewährleisten, musste sich Stephan gegenüber seinem ältesten Bruder Graf Heinrich I. von Champagne zu Waffengefolgschaft verpflichten. Dieses Lehnsverhältnis ging auch auf seine Nachkommen über und wurde erst durch Graf Theobald IV. von Champagne 1234 beendet.
1153 entführte Stephan die Dame Adélais (Alix) de Donzy am Tage ihrer Hochzeit mit Anselm de Trainel. Adélais Bruder Hervé III. de Donzy klagte ihn dafür bei seinem Bruder Heinrich an, der im Bunde mit König Ludwig VII. (beider Oberlehnsherr) mit einem Heer Stephan in der Burg von Saint-Aignan einschloss. Bevor es aber zum Kampf kam, einigten sich die streitenden Parteien friedlich. Stephan konnte Adélaide heiraten, nachdem deren erste Ehe aufgelöst worden war, und musste dafür Gien an seinen frischgebackenen Schwager abtreten.
Nachdem er Witwer geworden war, wurde Stephan 1169 durch eine Gesandtschaft des Königs Amalrich I. von Jerusalem dazu eingeladen in das heilige Land zu reisen, um die Prinzessin Sibylle zu heiraten. Gemeinsam mit Herzog Hugo III. von Burgund trat er die Reise an und erreichte im Sommer 1171 Palästina. Doch aus ungeklärten Gründen scheiterte das Eheprojekt nach kurzer Zeit, durch das Stephan eines Tages zum König von Jerusalem aufgestiegen wäre, und Stephan trat den Rückweg in seine Heimat über Konstantinopel an. Bei der Durchreise Kilikiens wurde er dabei von dem Bergfürsten Mleh kurzzeitig gefangen genommen.
Wieder in der Heimat, heiratete Stephan 1176 die Dame Beatrix, welche 1179 verstarb. In dieser Zeit geriet Stephan wie auch seine ganze Familie mit seinem Neffen König Philipp II. in Konflikt. Dieser hatte sich noch als Kronprinz aus der Bevormundung durch seine Mutter, Stephans Schwester Adele, befreit und sich den Grafen Philipp I. von Flandern als Beschützer gewählt. Gemeinsam mit seinem älteren Bruder Graf Theobald V. von Blois blieb Stephan der Krönung Philipps 1180 fern und rüstete zum Kampf gegen Philipp von Flandern, um den verloren gegangenen Einfluss zurückzugewinnen. Als Anführer eines Brabanzonenheeres verwüstete Stephan die Region um Bourges und Orléans, doch bis zum Jahr 1182 mussten er und seine Mitstreiter sich dem König geschlagen geben und sich unterwerfen.
Nach seiner dritten Ehe mit Aénor 1187 schloss sich Stephan dem König zum dritten Kreuzzug an. Ihn begleiteten dabei auch sein Bruder Theobald V. von Blois und sein Neffe Heinrich II. von Champagne. Dort starben Stephan und Theobald während der Belagerung von Akkon (1189–1191). Heinrich sollte ein Jahr später durch die Heirat mit Isabella, der Schwester von Stephans entgangener Verlobter Sibylle, zum König von Jerusalem aufsteigen.
Aus seiner Ehe mit Beatrix hatte Stephan die Söhne Wilhelm I. († 1217), der Sancerre erbte, und Johann († um 1200). Von seiner dritten Frau hatte er den Sohn Stephan († 1252), der 1248 Großmundschenk König Ludwigs IX. des Heiligen wurde.